# شهرستان یی‌لان (هئی‌لونگ‌جیانگ)
شهرستان یی‌لان (به چینی: 依兰县) یا اویران (به کره‌ای: 의란현) یک شهرستان در استان هئی‌لونگ‌جیانگ چین است که در تابعیت شهر هاربین قرار دارد. شهرستان یی‌لان ۴٬۶۰۶٫۰ کیلومتر مربع مساحت و ۲۵۸٬۳۴۵ نفر جمعیت دارد و ۹۷ متر بالاتر از سطح دریا واقع شده‌است.

## تقسیمات اداری
شهرستان یی‌لان به ۶ شهرک، ۲ قصبه، و ۱ قصبه قومیتی (برای کره‌ای‌ها) تابعه تقسیم شده است. سه «میدان» هم‌سطح قصبه نیز تابع این شهرستان می‌باشند، مانند نواحی مزرعه و جنگل‌داری.
- شهرک جیانگ‌وان (江湾镇، Jiāngwān zhèn)
- شهرک دالیان‌هه(达连河镇، Dáliánhé zhèn)
- شهرک داوتای‌چیاو (道台桥镇، Dàotáiqiáo zhèn)
- شهرک سان‌داوگانگ (三道岗镇، Sāndàogǎng zhèn)
- شهرک هونگ‌که‌لی (宏克利镇، Hóngkèlì zhèn)
- شهرک یی‌لان (依兰镇، Yīlán zhèn)

- قصبه توان‌شان‌زی (团山子乡، Tuánshānzǐ xiāng)
- قصبه یوگونگ (愚公乡، Yúgōng xiāng)

- ‌ قصبه قومیتی کره‌ای یینگ‌لان/یونگنان (迎兰朝鲜族乡، Yínglán cháoxiǎnzú xiāng)(영란조선족향، Yŏngnan josŏnjok hyang)

- اداره جنگل‌داری شهرستان یی‌لان (依兰县林业局، Yīlán xiàn línyèjú)
- میدان زراعتی سونگ‌هواجیانگ (松花江农场، Sōnghuājiāng nóngchǎng)
- میدان زراعتی یی‌لان (依兰农场، Yīlán nóngchǎng)